# Kuppe, Holenarsipur
Kuppe là một làng thuộc tehsil Holenarsipur, huyện Hassan, bang Karnataka, Ấn Độ.